# ذالعقبة (ردفان)

تعديل مصدري - تعديل

ذالعقبة هي إحدى قرى عزلة الحبيلين بمديرية ردفان التابعة لمحافظة لحج، بلغ تعداد سكانها 123 نسمة حسب تعداد اليمن لعام 2004.